# Esserts-Blay
Esserts-Blay is een gemeente in het Franse departement Savoie (regio Auvergne-Rhône-Alpes) en telt 709 inwoners (2005). De plaats maakt deel uit van het arrondissement Albertville.

## Geografie
De oppervlakte van Esserts-Blay bedraagt 15,4 km², de bevolkingsdichtheid is 46,0 inwoners per km².
De onderstaande kaart toont de ligging van Esserts-Blay met de belangrijkste infrastructuur en aangrenzende gemeenten.

## Demografie
Onderstaande figuur toont het verloop van het inwonertal (bron: INSEE-tellingen).